# Mount Kurchatov
Mount Kurchatov (russisch Гора Курчатова Gora Kurtschatowa) ist ein 2220 m hoher Berg im ostantarktischen Königin-Maud-Land. Im Alexander-von-Humboldt-Gebirge des Wohlthatmassivs ragt er aus dem Sponskaftet auf.
Entdeckt und aus der Luft fotografiert wurde er bei der Deutschen Antarktischen Expedition 1938/39 unter der Leitung des Polarforschers Alfred Ritscher. Norwegische Kartographen kartierten ihn anhand von Vermessungen und Luftaufnahmen der Dritten Norwegischen Antarktisexpedition (1956–1960). Wissenschaftler einer von 1960 bis 1961 durchgeführten sowjetischen Antarktisexpedition kartierten ihn erneut und benannten ihn nach dem sowjetischen Physiker Igor Wassiljewitsch Kurtschatow (1903–1960). Das Advisory Committee on Antarctic Names übertrug diese Benennung im Jahr 1970 ins Englische.